# L'elisir d'amore
L'elisir d'amore è un'opera lirica di Gaetano Donizetti, su libretto di Felice Romani. Si compone di due atti, il primo composto da dieci scene e il secondo da nove.
Andò in scena per la prima volta il 12 maggio del 1832 al Teatro della Cannobiana di Milano. Romani derivò il libretto dal testo Le Philtre (Il filtro), scritto l'anno prima da Eugène Scribe per il compositore Daniel Auber. Alla prima scena cantarono Sabine Heinefetter (nel ruolo di Adina), Giuseppe Frezzolini (Dulcamara), Henri-Bernard Dabadie (Belcore), Giovan Battista Genero (Nemorino) e Marietta Sacchi (Giannetta) diretti da Alessandro Rolla. Donizetti ebbe a disposizione solo quattordici giorni per consegnare il lavoro e sette ne ebbe Romani per adattare il testo di Scribe. Nonostante la gravosissima pressione, riuscì a confezionare uno degli esempi più alti dell'opera comica ottocentesca.
Definita in partitura «melodramma giocoso», in essa trova spazio anche l'elemento patetico, che raggiunge la punta più alta nel brano più noto, l'aria Una furtiva lagrima. Fin dal suo apparire ebbe un grande successo, con trentadue repliche consecutive. A farla immediatamente amare è in particolare l'inventiva melodica donizettiana, che sposa a meraviglia la vena buffa dell'opera e che è talvolta velata di malinconia, in particolare, come detto, nell'aria più celebre.

## Trama

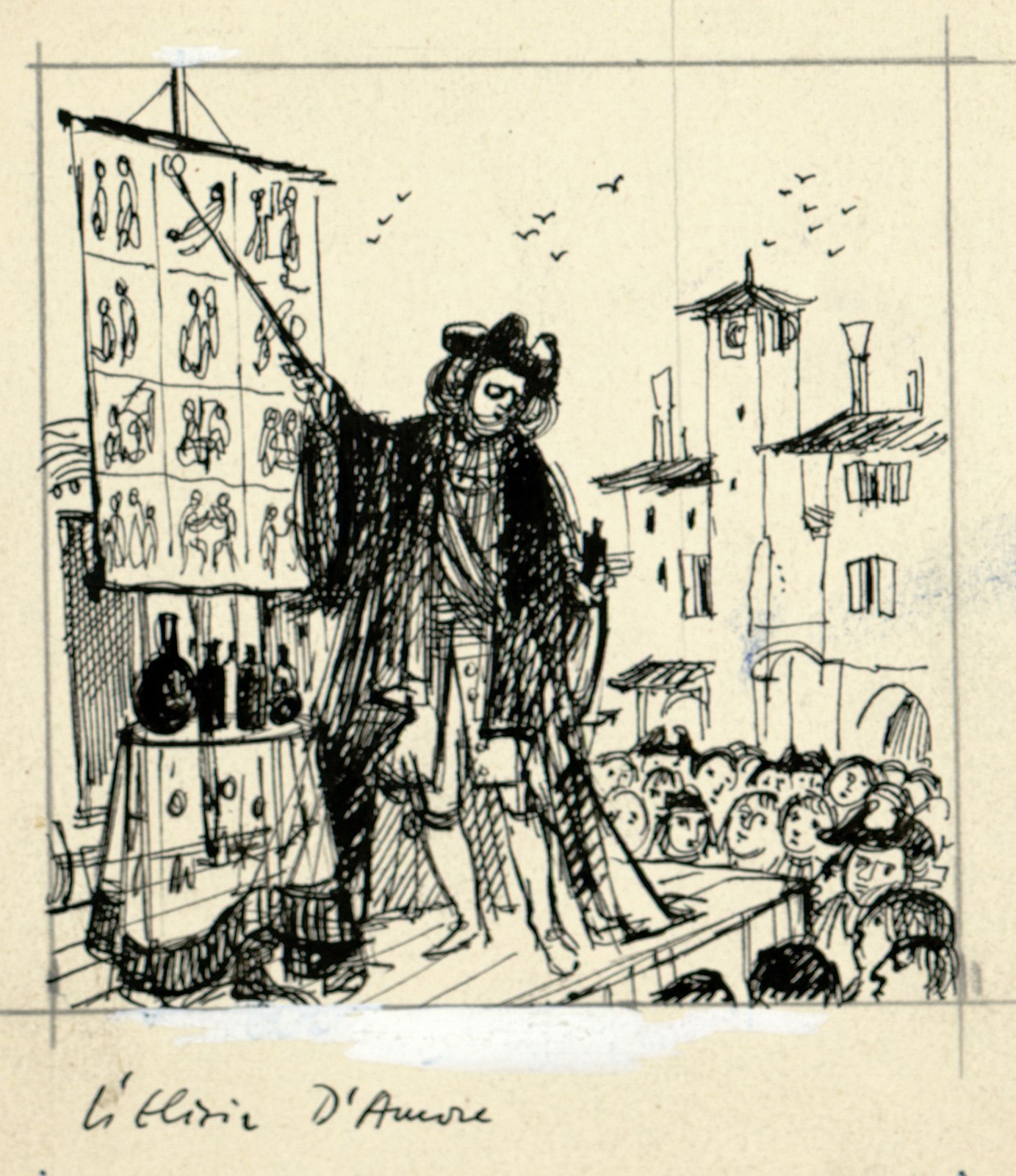
Disegno per copertina di libretto, disegno per L'elisir d'amore (s.d.). Archivio Storico Ricordi

L'azione ha luogo in un villaggio dei paesi baschi alla fine del XVIII secolo.

### Atto I
Mentre i mietitori stanno mangiando all'ombra, la loro fittavola Adina legge in disparte un libro che narra la storia di Tristano e Isotta. Intanto, il contadino povero Nemorino la osserva ed esprime per lei tutto il suo amore e la sua ammirazione, dolendosi della propria incapacità di conquistarla (Quanto è bella, quanto è cara). I contadini chiedono ad Adina di leggere ad alta voce e lei riferisce la storia di Tristano che, innamorato della regina Isotta, ricorre a un filtro magico che lo aiuta ad attirare il suo affetto e la sua fedeltà (Della crudele Isotta).
Mentre Nemorino sogna di trovare questo magico elisir, arriva al paese il sergente Belcore con lo scopo di arruolare nuove leve. Egli corteggia Adina e le propone di sposarlo (Come Paride vezzoso), ma la bella fittaiuola risponde di volerci pensare un po'. Segue un duetto tra Adina e Nemorino in cui la donna espone la sua teoria sull'amore: l'amore fedele e costante non fa per lei (Chiedi all'aura lusinghiera).
Arriva poi il dottor Dulcamara, un truffatore, che, spacciandosi per medico di grande fama, sfoggia alla gente i propri portentosi preparati (Udite, udite, o rustici): Nemorino gli chiede se per caso abbia l'elisir che fa innamorare e il ciarlatano gli offre per uno zecchino una bottiglia di vino bordeaux, spiegando che l'effetto si farà sentire dopo un giorno (quando egli sarà già lontano da quel villaggio). Nemorino beve l'elisir e si ubriaca: ciò lo fa diventare disinvolto quel tanto che basta per mostrarsi indifferente nei confronti di Adina, che subito prova un certo fastidio, abituata com'è a sentirsi desiderata.
Adina, per vendicarsi dell'indifferenza di Nemorino, accetta di sposare il sergente Belcore, che però dovrà partire il giorno dopo; pertanto, le nozze vengono fissate per il giorno stesso. Nemorino cerca di convincere Adina ad attendere fino al giorno successivo (lui sa che solo il giorno dopo avrà effetto l'elisir), ma Adina se ne va con Belcore.

### Atto II
Fervono i preparativi per le nozze. Dulcamara e Adina improvvisano una barcarola a due voci (Io son ricco e tu sei bella). Quando giunge il notaio, Adina dice di voler aspettare la sera, perché vuole sposarsi in presenza di Nemorino, per punirlo della sua indifferenza. Nemorino vuole comperare un'altra bottiglia di elisir ma non avendo più denaro si arruola tra i soldati di Belcore per avere la paga (Ai perigli della guerra). Belcore così ottiene di allontanare il suo rivale.
Nel frattempo, però, Giannetta sparge la notizia che Nemorino ha ottenuto una grande eredità da uno zio deceduto da poco (Saria possibile?). Questo non lo sanno né l'interessato, né Adina, né Dulcamara: la notizia fa sì che le ragazze del paese incomincino a corteggiare Nemorino, il quale per parte sua pensa sia l'effetto dell'elisir. A vedere quel che succede, Dulcamara resta sbigottito, e comincia a pensare che il suo elisir faccia realmente effetto, mentre Adina si ingelosisce.
Dulcamara le racconta di aver venduto a Nemorino l'elisir e lei capisce di essere da lui amata (Quanto amore! Ed io spietata). Nemorino gioisce quando si accorge di una lacrima negli occhi di Adina, che gli rivela che anche la ragazza lo ama (Una furtiva lagrima). Adina riacquista il contratto di arruolamento di Nemorino e glielo consegna, invitandolo a restare nel paese. Nemorino è deluso, vorrebbe una dichiarazione d'amore che non arriva e allora dichiara di volersene andare: solo allora Adina cede e dichiara di amarlo (Prendi, per me sei libero). Belcore si consola in fretta del matrimonio sfumato, affermando che in un altro paese troverà qualche altra ragazza da corteggiare, mentre Dulcamara parte dal paese di Nemorino tutto gongolante per il successo del suo elisir (Ei corregge ogni difetto).

## Struttura dell'opera

### Atto I
- 1 Preludio e Introduzione Bel conforto al mietitore - Quanto è bella, quanto è cara - Della crudele Isotta - Come Paride vezzoso (Coro, Giannetta, Nemorino, Adina, Belcore)
- 2 Scena e Duetto Una parola, o Adina... Chiedi all'aura lusinghiera (Nemorino, Adina)
- 3 Coro e Cavatina Che vuol dire codesta sonata?... Udite, o rustici (Dulcamara)
- 4 Recitativo, Scena e Duetto Ardir! Ha forse il cielo... Voglio dire, lo stupendo (Nemorino, Dulcamara)
- 5 Recitativo e Finale Primo Caro elisir sei mio!... Esulti pur la barbara... Signor sergente... Adina, credimi... Fra lieti concenti (Nemorino, Adina, Belcore, Giannetta, Coro)

### Atto II
- 6 Coro d'Introduzione e Barcarola a due voci Cantiamo, facciam brindisi (Adina, Dulcamara, Belcore, Giannetta)
- 7 Scena e Duetto Oh me infelice... Venti scudi? (Nemorino, Belcore)
- 8 Coro Saria possibile? (Giannetta, Coro)
- 9 Quartetto Dell'elisir mirabile (Nemorino, Giannetta, Coro, Adina, Dulcamara)
- 10 Duetto Quanto amore! Ed io spietata (Adina, Dulcamara)
- 11 Romanza Una furtiva lagrima (Nemorino)
- 12 Recitativo e Aria Prendi, per me sei libero (Adina)
- 13 Aria e Finale Secondo Alto, fronte... Ei corregge ogni difetto (Belcore, Adina, Dulcamara, Nemorino, Coro, Giannetta)

## Organico orchestrale
Legni
2 flauti (II con obbligo dell'ottavino)
2 oboi
2 clarinetti
2 fagotti
Ottoni
2 corni
2 trombe
3 tromboni
arpa
Percussioni
timpani
piatti
grancassa
Archi
violini I e II
viole
violoncelli
contrabbassi
Donizetti prevede per i recitativi secchi l'uso del pianoforte (con violoncello e contrabbasso ad libitum) e sul palco cornetta, tamburo e banda (non specificata)

## Brani famosi

### Atto I
- Quanto è bella, quanto è cara! cavatina di Nemorino
- Benedette queste carte...elisir di si perfetta di si rara qualità! aria di Adina con coro
- Come Paride vezzoso cavatina marziale di Belcore
- Chiedi all'aura lusinghiera duetto di Adina e Nemorino
- Udite, udite, o rustici! cavatina di Dulcamara
- Ardir, ha forse il cielo...voglio dire lo stupendo elisir duetto di Nemorino e Dulcamara
- Esulti pur la barbara duetto di Adina e Nemorino

### Atto II
- Ai perigli della guerra duetto di Nemorino e Belcore
- Quanto amore! Ed io, spietata duetto di Adina e Dulcamara
- Una furtiva lagrima romanza di Nemorino
- Prendi, per me sei libero aria di Adina

## Discografia (scelta)
| Anno | Cast (Nemorino, Adina, Belcore, Dulcamara)                         | Direttore/Regista                         | Etichetta           |
| ---- | ------------------------------------------------------------------ | ----------------------------------------- | ------------------- |
| 1952 | Nicola Monti, Margherita Carosio, Tito Gobbi, Melchiorre Luise     | Gabriele Santini                          | La voce del padrone |
| 1955 | Giuseppe Di Stefano, Hilde Güden, Renato Capecchi, Fernando Corena | Francesco Molinari Pradelli               | Decca               |
| 1958 | Luigi Alva, Rosanna Carteri, Rolando Panerai, Giuseppe Taddei      | Tullio Serafin                            | EMI                 |
| 1966 | Nicolai Gedda, Mirella Freni, Mario Sereni, Renato Capecchi        | Francesco Molinari Pradelli               | EMI                 |
| 1967 | Carlo Bergonzi, Renata Scotto, Giuseppe Taddei, Carlo Cava         | Gianandrea Gavazzeni/Isabella Quarantotti | Hardy Classic       |
| 1970 | Luciano Pavarotti, Joan Sutherland, Dominic Cossa, Spiro Malas     | Richard Bonynge                           | Decca               |
| 1977 | Plácido Domingo, Ileana Cotrubaș, Ingvar Wixell, Geraint Evans     | John Pritchard                            | Sony                |
| 1984 | José Carreras, Katia Ricciarelli, Leo Nucci, Domenico Trimarchi    | Claudio Scimone                           | Philips Records     |
| 1986 | Gösta Winbergh, Barbara Bonney, Bernd Weikl, Rolando Panerai       | Gabriele Ferro                            | Deutsche Grammophon |
| 1989 | Luciano Pavarotti, Kathleen Battle, Leo Nucci, Enzo Dara           | James Levine                              | Deutsche Grammophon |
| 1992 | Roberto Alagna, Mariella Devia, Pietro Spagnoli, Bruno Praticò     | Marcello Viotti                           | Erato               |
| 1996 | Roberto Alagna, Angela Gheorghiu, Roberto Scaltriti, Simone Alaimo | Evelino Pidò                              | Decca               |

## Videografia
| Anno | Cast (Nemorino, Adina, Dulcamara, Belcore)                           | Direttore            | Regista              | Etichetta       |
| ---- | -------------------------------------------------------------------- | -------------------- | -------------------- | --------------- |
| 1959 | Ferruccio Tagliavini, Alda Noni, Paolo Montarsolo, Arturo La Porta   | Alberto Erede        |                      | VAI             |
| 1967 | Carlo Bergonzi, Renata Scotto, Carlo Cava, Giuseppe Taddei           | Gianandrea Gavazzeni | Isabella Quarantotti | Hardy           |
| 1981 | Luciano Pavarotti, Judith Blegen, Sesto Bruscantini, Brent Ellis     | Nicola Rescigno      | Nathaniel Merrill    | Pioneer Artists |
| 1991 | Luciano Pavarotti, Kathleen Battle, Enzo Dara, Juan Pons             | James Levine         | John Copley          | DG              |
| 1996 | Roberto Alagna, Angela Gheorghiu, Simone Alaimo, Roberto Scaltriti   | Evelino Pidò         | Frank Dunlop         | Decca           |
| 2002 | Aquiles Machado, Valeria Esposito, Erwin Schrott, Enrico Marrucci    | Niels Muus           | Saverio Marconi      | Arthaus         |
| 2005 | Rolando Villazón, Anna Netrebko, Ildebrando D'Arcangelo, Leo Nucci   | Alfred Eschwé        | Otto Schenk          | Erato           |
| 2008 | Raùl Hernandez, Silvia Dalla Benetta, Alex Esposito, Damiano Salerno | Alessandro De Marchi | Alessio Pizzech      | Dynamic         |
| 2010 | Peter Auty, Ekaterina Siurina, Luciano Di Pasquale, Alfredo Daza     | Maurizio Benini      | Annabel Arden        | Opus Arte       |
| 2012 | Rolando Villazón, Miah Persson, Ildebrando D'Arcangelo, Roman Trekel | Pablo Heras-Casado   | Rolando Villazón     | DG              |

## Trasposizioni cinematografiche
- L'elisir d'amore (1941) diretto da Amleto Palermi
- L'elisir d'amore (1946) diretto da Mario Costa
- L'elisir d'amore (2002) diretto da Andrea Bevilacqua